# Liste des anciennes communes de Lot-et-Garonne
Cette page a pour objectif de retracer toutes les modifications communales dans le département de Lot-et-Garonne : les anciennes communes qui ont existé depuis la Révolution française, ainsi que les créations, les modifications officielles de nom, ainsi que les échanges de territoires entre communes.
Dans ce département, le maillage communal adopté au moment de la Révolution a été très fin : 461 communes composaient alors ce département (près de 500, si on prend en compte le découpage d'alors, avant la création du département du Tarn-et-Garonne auquel ont été rattachés 3 cantons). Très vite, le nombre de communes va décliner en regroupant les petites communes, avec une première vague dès avant 1806, suivie d'une seconde dans les années 1830-1840. La commune de Bax ne comptait, par exemple, qu'une quarantaine d'habitants en 1836, avant de fusionner avec celle de Nomdieu. En 1850, le département ne compte plus que 313 communes.
Ce nombre est depuis lors resté relativement stable. L'incitation suscitée par la loi Marcellin dans les années 1970 a eu un résultat contestable, nombre de fusions associations ayant été dissoutes par la suite. Le département de Lot-et-Garonne est, par ailleurs, un des rares départements français ne comptant aucune création de commune nouvelle à la suite de l'adoption de la loi NOTRe plus récemment. Aujourd'hui le département compte 319 communes (au 1er janvier 2024).

## Transferts vers un autre département
Le département de Tarn-et-Garonne est créé par Senatus Consulte du 4 novembre 1808 : 3 cantons sont prélevés du département du Lot-et-Garonne et rattachés au nouveau département, soit un total de 35 communes (issues de l'arrondissement d'Agen)..
| Département de rattachement | Département d'origine | Canton concerné                 | Communes concernées |
| --------------------------- | --------------------- | ------------------------------- | --- |
| TARN-ET-GARONNE             | LOT-ET-GARONNE        | Canton d'Auvillar (13 communes) | Auvillar, Bardigues, Casterus, Donzac, Dunes, Grézas, Merles, Montbrison, Le Pin, Saint-Cirice, Saint-Loup, Saint-Michel, et Sistels                 |
| TARN-ET-GARONNE             | LOT-ET-GARONNE        | Canton de Montaigu (8 communes) | Montaigu-de-Quercy, Belvèze, Bournac, Ferrussac, Roquecor, Saint-Amans-du-Pech, Saint-Beauzeil, et Valeilles                                         |
| TARN-ET-GARONNE             | LOT-ET-GARONNE        | Canton de Valence (14 communes) | Valence, Castels, Castelsagrat, Espalais, Gasques, Golfech, Goudourville, Lagarde, Lalande, Lamagistère, Montjoi, Perville, Pommevic, et Saint-Clair |

## Fusions
| Nom de la nouvelle commune         | Communes réunies                                     | Régime                                                | Date (et nature) de la décision | Date d'effet                |
| ---------------------------------- | ---------------------------------------------------- | ----------------------------------------------------- | ------------------------------- | --------------------------- |
| Pont-du-Casse                      | Pont-du-Casse                                        | fusion association (dissoute en 1983)                 | 11 décembre 1973 (Arrêté)       | 1er janvier 1974            |
| Pont-du-Casse                      | Bajamont (commune rétablie en 1983)                  | fusion association (dissoute en 1983)                 | 11 décembre 1973 (Arrêté)       | 1er janvier 1974            |
| Marmande                           | Marmande                                             | fusion association (dissoute en 2003)                 | 23 octobre 1972 (Arrêté)        | 1er novembre 1972           |
| Marmande                           | Mauvezin-sur-Gupie (commune rétablie en 2003)        | fusion association (dissoute en 2003)                 | 23 octobre 1972 (Arrêté)        | 1er novembre 1972           |
| Antagnac                           | Antagnac (commune rétablie en 2001)                  | fusion association (dissoute en 2001)                 | 31 août 1972 (Arrêté)           | 1er janvier 1973            |
| Antagnac                           | Ruffiac (commune rétablie en 2001)                   | fusion association (dissoute en 2001)                 | 31 août 1972 (Arrêté)           | 1er janvier 1973            |
| Sos                                | Sos                                                  | fusion association                                    | 31 août 1972 (Arrêté)           | 1er septembre 1972          |
| Sos                                | Gueyze                                               | fusion association                                    | 31 août 1972 (Arrêté)           | 1er septembre 1972          |
| Sos                                | Meylan                                               | fusion association                                    | 31 août 1972 (Arrêté)           | 1er septembre 1972          |
| Tonneins                           | Tonneins                                             | fusion association (dissoute en 1987)                 | 31 août 1972 (Arrêté)           | 1er janvier 1973            |
| Tonneins                           | Fauillet (commune rétablie en 1987)                  | fusion association (dissoute en 1987)                 | 31 août 1972 (Arrêté)           | 1er janvier 1973            |
| Cancon                             | Cancon                                               | fusion association (dissoute en 1979)                 | 4 août 1972 (Arrêté)            | 4 août 1972                 |
| Cancon                             | Boudy-de-Beauregard (commune rétablie en 1979)       | fusion association (dissoute en 1979)                 | 4 août 1972 (Arrêté)            | 4 août 1972                 |
| Cancon                             | Saint-Maurice-de-Lestapel (commune rétablie en 1979) | fusion association (dissoute en 1979)                 | 4 août 1972 (Arrêté)            | 4 août 1972                 |
| Villeréal                          | Villeréal                                            | fusion association (dissoute en 1983)                 | 4 août 1972 (Arrêté)            | 4 août 1972                 |
| Villeréal                          | Rives (commune rétablie en 1983)                     | fusion association (dissoute en 1983)                 | 4 août 1972 (Arrêté)            | 4 août 1972                 |
| Pinel-Hauterive                    | Pinel-Hauterive                                      | fusion association                                    | 3 août 1972 (Arrêté)            | 3 août 1972                 |
| Pinel-Hauterive                    | Saint-Pierre-de-Caubel                               | fusion association                                    | 3 août 1972 (Arrêté)            | 3 août 1972                 |
| Grateloup                          | Grateloup                                            | fusion association (fusion simple depuis le 1-8-1999) | 28 juillet 1972 (Arrêté)        | 1er août 1972               |
| Grateloup                          | Saint-Gayrand                                        | fusion association (fusion simple depuis le 1-8-1999) | 28 juillet 1972 (Arrêté)        | 1er août 1972               |
| Fargues-sur-Ourbise                | Fargues-sur-Ourbise                                  | fusion association (dissoute en 1983)                 | 17 juillet 1972 (Arrêté)        | 1er août 1972               |
| Fargues-sur-Ourbise                | Caubeyres (commune rétablie en 1983)                 | fusion association (dissoute en 1983)                 | 17 juillet 1972 (Arrêté)        | 1er août 1972               |
| Lannes                             | Lannes                                               | fusion association                                    | 14 avril 1972 (Arrêté)          | 14 avril 1972               |
| Lannes                             | Villeneuve-de-Mezin                                  | fusion association                                    | 14 avril 1972 (Arrêté)          | 14 avril 1972               |
| Réaup                              | Réaup                                                | fusion association                                    | 14 avril 1972 (Arrêté)          | 14 avril 1972               |
| Réaup                              | Lisse                                                | fusion association                                    | 14 avril 1972 (Arrêté)          | 14 avril 1972               |
| Saint-Hilaire-de-Lusignan          | Saint-Hilaire-sur-Garonne                            | fusion                                                | 31 décembre 1970 (Arrêté)       | 1er janvier 1971            |
| Saint-Hilaire-de-Lusignan          | Lusignan-Grand                                       | fusion                                                | 31 décembre 1970 (Arrêté)       | 1er janvier 1971            |
| Gontaud-de-Nogaret                 | Gontaud                                              | fusion                                                | 22 février 1965 (Arrêté)        | 23 février 1965             |
| Gontaud-de-Nogaret                 | Saint-Pierre-de-Nogaret                              | fusion                                                | 22 février 1965 (Arrêté)        | 23 février 1965             |
| Lauzun                             | Lauzun                                               | fusion                                                | 4 décembre 1964 (Arrêté)        | 1er janvier 1965            |
| Lauzun                             | Saint-Nazaire                                        | fusion                                                | 4 décembre 1964 (Arrêté)        | 1er janvier 1965            |
| Nérac                              | Nérac                                                | fusion                                                | 14 juin 1841 (Ordonnance)       | 14 juin 1841 (Ordonnance)   |
| Nérac                              | Puy-Fort-Éguille                                     | fusion                                                | 14 juin 1841 (Ordonnance)       | 14 juin 1841 (Ordonnance)   |
| Feugarolles                        | Feugarolles                                          | fusion                                                | 29 avril 1841 (Loi)             | 29 avril 1841 (Loi)         |
| Feugarolles                        | Limon                                                | fusion                                                | 29 avril 1841 (Loi)             | 29 avril 1841 (Loi)         |
| Cavarc                             | Cavarc                                               | fusion                                                | 14 avril 1841 (Ordonnance)      | 14 avril 1841 (Ordonnance)  |
| Cavarc                             | Saint-Dizier                                         | fusion                                                | 14 avril 1841 (Ordonnance)      | 14 avril 1841 (Ordonnance)  |
| Baleyssagues                       | Baleyssagues                                         | fusion                                                | 9 avril 1841 (Loi)              | 9 avril 1841 (Loi)          |
| Baleyssagues                       | Sainte-Colombe-de-Duras (commune rétablie en 1852)   | fusion                                                | 9 avril 1841 (Loi)              | 9 avril 1841 (Loi)          |
| Casteljaloux                       | Casteljaloux                                         | fusion                                                | 9 avril 1841 (Loi)              | 9 avril 1841 (Loi)          |
| Casteljaloux                       | Saint-Gervais                                        | fusion                                                | 9 avril 1841 (Loi)              | 9 avril 1841 (Loi)          |
| Lamontjoie                         | Lamontjoie                                           | fusion                                                | 9 avril 1841 (Loi)              | 9 avril 1841 (Loi)          |
| Lamontjoie                         | Daubèze                                              | fusion                                                | 9 avril 1841 (Loi)              | 9 avril 1841 (Loi)          |
| Lavardac                           | Lavardac                                             | fusion                                                | 9 avril 1841 (Loi)              | 9 avril 1841 (Loi)          |
| Lavardac                           | Estussan                                             | fusion                                                | 9 avril 1841 (Loi)              | 9 avril 1841 (Loi)          |
| Marmande                           | Marmande                                             | fusion                                                | 9 avril 1841 (Loi)              | 9 avril 1841 (Loi)          |
| Marmande                           | La Magdelaine                                        | fusion                                                | 9 avril 1841 (Loi)              | 9 avril 1841 (Loi)          |
| Saint-Martin-Curton                | Saint-Martin-Curton                                  | fusion                                                | 9 avril 1841 (Loi)              | 9 avril 1841 (Loi)          |
| Saint-Martin-Curton                | Heuliès                                              | fusion                                                | 9 avril 1841 (Loi)              | 9 avril 1841 (Loi)          |
| Saint-Sardos                       | Saint-Sardos                                         | fusion                                                | 9 avril 1841 (Loi)              | 9 avril 1841 (Loi)          |
| Saint-Sardos                       | Saint-Amant-de-Montpezat                             | fusion                                                | 9 avril 1841 (Loi)              | 9 avril 1841 (Loi)          |
| Longueville-et-Saint-Pardoux       | Longueville                                          | fusion                                                | 15 juillet 1840 (Loi)           | 15 juillet 1840 (Loi)       |
| Longueville-et-Saint-Pardoux       | Saint-Pardoux (commune rétablie en 1872)             | fusion                                                | 15 juillet 1840 (Loi)           | 15 juillet 1840 (Loi)       |
| Meylan                             | Meylan                                               | fusion                                                | 15 juillet 1840 (Loi)           | 15 juillet 1840 (Loi)       |
| Meylan                             | Saint-Pau                                            | fusion                                                | 15 juillet 1840 (Loi)           | 15 juillet 1840 (Loi)       |
| Sos                                | Sos                                                  | fusion                                                | 15 juillet 1840 (Loi)           | 15 juillet 1840 (Loi)       |
| Sos                                | Levèze                                               | fusion                                                | 15 juillet 1840 (Loi)           | 15 juillet 1840 (Loi)       |
| Sos                                | Saint-Martin-des-Prés                                | fusion                                                | 15 juillet 1840 (Loi)           | 15 juillet 1840 (Loi)       |
| Grézet-Cavagnan                    | Grézet                                               | fusion                                                | 6 juillet 1840 (Loi)            | 6 juillet 1840 (Loi)        |
| Grézet-Cavagnan                    | Cavagnan                                             | fusion                                                | 6 juillet 1840 (Loi)            | 6 juillet 1840 (Loi)        |
| Lougratte                          | Lougratte                                            | fusion                                                | 24 juin 1840 (Ordonnance)       | 24 juin 1840 (Ordonnance)   |
| Lougratte                          | Valette                                              | fusion                                                | 24 juin 1840 (Ordonnance)       | 24 juin 1840 (Ordonnance)   |
| Nomdieu                            | Nomdieu                                              | fusion                                                | 24 juin 1840 (Ordonnance)       | 24 juin 1840 (Ordonnance)   |
| Nomdieu                            | Bax                                                  | fusion                                                | 24 juin 1840 (Ordonnance)       | 24 juin 1840 (Ordonnance)   |
| Nomdieu                            | Beaulens                                             | fusion                                                | 24 juin 1840 (Ordonnance)       | 24 juin 1840 (Ordonnance)   |
| Sainte-Maure-de-Peyriac            | Sainte-Maure-de-Peyriac                              | fusion                                                | 7 avril 1840 (Ordonnance)       | 7 avril 1840 (Ordonnance)   |
| Sainte-Maure-de-Peyriac            | Louspeyroux                                          | fusion                                                | 7 avril 1840 (Ordonnance)       | 7 avril 1840 (Ordonnance)   |
| Villeréal                          | Villeréal                                            | fusion                                                | 25 juillet 1839 (Loi)           | 25 juillet 1839 (Loi)       |
| Villeréal                          | Parisot                                              | fusion                                                | 25 juillet 1839 (Loi)           | 25 juillet 1839 (Loi)       |
| Le Temple                          | Le Temple                                            | fusion                                                | 24 juillet 1839 (Loi)           | 24 juillet 1839 (Loi)       |
| Le Temple                          | Saint-Caprais (ou Capraisy)                          | fusion                                                | 24 juillet 1839 (Loi)           | 24 juillet 1839 (Loi)       |
| Le Temple                          | Saint-Gervais                                        | fusion                                                | 24 juillet 1839 (Loi)           | 24 juillet 1839 (Loi)       |
| Leyritz-Moncassin                  | Leyritz                                              | fusion                                                | 20 mai 1839 (Ordonnance)        | 20 mai 1839 (Ordonnance)    |
| Leyritz-Moncassin                  | Moncassin                                            | fusion                                                | 20 mai 1839 (Ordonnance)        | 20 mai 1839 (Ordonnance)    |
| Bourran                            | Colleignes                                           | fusion                                                | 9 avril 1839 (Ordonnance)       | 9 avril 1839 (Ordonnance)   |
| Bourran                            | Saint-Brice                                          | fusion                                                | 9 avril 1839 (Ordonnance)       | 9 avril 1839 (Ordonnance)   |
| Bourran                            | Saint-Vincent                                        | fusion                                                | 9 avril 1839 (Ordonnance)       | 9 avril 1839 (Ordonnance)   |
| Cauzac                             | Cauzac                                               | fusion                                                | 9 avril 1839 (Ordonnance)       | 9 avril 1839 (Ordonnance)   |
| Cauzac                             | Saint-Clair                                          | fusion                                                | 9 avril 1839 (Ordonnance)       | 9 avril 1839 (Ordonnance)   |
| Dolmayrac                          | Dolmayrac                                            | fusion                                                | 9 avril 1839 (Ordonnance)       | 9 avril 1839 (Ordonnance)   |
| Dolmayrac                          | Lamaurelle                                           | fusion                                                | 9 avril 1839 (Ordonnance)       | 9 avril 1839 (Ordonnance)   |
| Fieux                              | Fieux                                                | fusion                                                | 9 avril 1839 (Ordonnance)       | 9 avril 1839 (Ordonnance)   |
| Fieux                              | Antièges                                             | fusion                                                | 9 avril 1839 (Ordonnance)       | 9 avril 1839 (Ordonnance)   |
| Galapian                           | Galapian                                             | fusion                                                | 9 avril 1839 (Ordonnance)       | 9 avril 1839 (Ordonnance)   |
| Galapian                           | Pompéjac                                             | fusion                                                | 9 avril 1839 (Ordonnance)       | 9 avril 1839 (Ordonnance)   |
| Gandaille                          | Gandaille                                            | fusion                                                | 9 avril 1839 (Ordonnance)       | 9 avril 1839 (Ordonnance)   |
| Gandaille                          | Dondas                                               | fusion                                                | 9 avril 1839 (Ordonnance)       | 9 avril 1839 (Ordonnance)   |
| Laroque-Timbaut                    | Laroque-Timbaut                                      | fusion                                                | 9 avril 1839 (Ordonnance)       | 9 avril 1839 (Ordonnance)   |
| Laroque-Timbaut                    | Vitrac                                               | fusion                                                | 9 avril 1839 (Ordonnance)       | 9 avril 1839 (Ordonnance)   |
| Laugnac                            | Laugnac                                              | fusion                                                | 9 avril 1839 (Ordonnance)       | 9 avril 1839 (Ordonnance)   |
| Laugnac                            | Quissac                                              | fusion                                                | 9 avril 1839 (Ordonnance)       | 9 avril 1839 (Ordonnance)   |
| Lévignac                           | Lévignac                                             | fusion                                                | 9 avril 1839 (Ordonnance)       | 9 avril 1839 (Ordonnance)   |
| Lévignac                           | Saint-Géraud (commune rétablie en 1868)              | fusion                                                | 9 avril 1839 (Ordonnance)       | 9 avril 1839 (Ordonnance)   |
| Moncaut                            | Moncaut                                              | fusion                                                | 9 avril 1839 (Ordonnance)       | 9 avril 1839 (Ordonnance)   |
| Moncaut                            | Fontarède                                            | fusion                                                | 9 avril 1839 (Ordonnance)       | 9 avril 1839 (Ordonnance)   |
| Prayssas                           | Prayssas                                             | fusion                                                | 9 avril 1839 (Ordonnance)       | 9 avril 1839 (Ordonnance)   |
| Prayssas                           | Lesterne                                             | fusion                                                | 9 avril 1839 (Ordonnance)       | 9 avril 1839 (Ordonnance)   |
| Puymiclan                          | Puymiclan                                            | fusion                                                | 9 avril 1839 (Ordonnance)       | 9 avril 1839 (Ordonnance)   |
| Puymiclan                          | Londres                                              | fusion                                                | 9 avril 1839 (Ordonnance)       | 9 avril 1839 (Ordonnance)   |
| Sembas                             | Sembas                                               | fusion                                                | 9 avril 1839 (Ordonnance)       | 9 avril 1839 (Ordonnance)   |
| Sembas                             | Lacenne                                              | fusion                                                | 9 avril 1839 (Ordonnance)       | 9 avril 1839 (Ordonnance)   |
| Cours                              | Cours                                                | fusion                                                | 8 mars 1839 (Ordonnance)        | 8 mars 1839 (Ordonnance)    |
| Cours                              | Rides                                                | fusion                                                | 8 mars 1839 (Ordonnance)        | 8 mars 1839 (Ordonnance)    |
| Cuq                                | Cuq                                                  | fusion                                                | 8 mars 1839 (Ordonnance)        | 8 mars 1839 (Ordonnance)    |
| Cuq                                | Audiran                                              | fusion                                                | 8 mars 1839 (Ordonnance)        | 8 mars 1839 (Ordonnance)    |
| Moirax                             | Moirax                                               | fusion                                                | 8 mars 1839 (Ordonnance)        | 8 mars 1839 (Ordonnance)    |
| Moirax                             | Ségougnac                                            | fusion                                                | 8 mars 1839 (Ordonnance)        | 8 mars 1839 (Ordonnance)    |
| Saint-Pé-Saint-Simon               | Saint-Pé-de-Boulogne                                 | fusion                                                | 8 mars 1839 (Ordonnance)        | 8 mars 1839 (Ordonnance)    |
| Saint-Pé-Saint-Simon               | Saint-Simon                                          | fusion                                                | 8 mars 1839 (Ordonnance)        | 8 mars 1839 (Ordonnance)    |
| Saint-Salvy                        | Saint-Salvy                                          | fusion                                                | 3 juillet 1837 (Ordonnance)     | 3 juillet 1837 (Ordonnance) |
| Saint-Salvy                        | Cugurmont                                            | fusion                                                | 3 juillet 1837 (Ordonnance)     | 3 juillet 1837 (Ordonnance) |
| Saint-Salvy                        | Dominipech                                           | fusion                                                | 3 juillet 1837 (Ordonnance)     | 3 juillet 1837 (Ordonnance) |
| Frégimont                          | Frégimont                                            | fusion                                                | 14 mai 1837 (Ordonnance)        | 14 mai 1837 (Ordonnance)    |
| Frégimont                          | Gaujac                                               | fusion                                                | 14 mai 1837 (Ordonnance)        | 14 mai 1837 (Ordonnance)    |
| Beauziac                           | Bouchet                                              | fusion                                                | 2 mai 1837 (Ordonnance)         | 2 mai 1837 (Ordonnance)     |
| Beauziac                           | Le Tren                                              | fusion                                                | 2 mai 1837 (Ordonnance)         | 2 mai 1837 (Ordonnance)     |
| Fauguerolles                       | Fauguerolles                                         | fusion                                                | 1832                            | 1832                        |
| Fauguerolles                       | La Croix-Blanche                                     | fusion                                                | 1832                            | 1832                        |
| Saint-Martin (canton de Villeréal) | Saint-Martin                                         | fusion                                                | 1832                            | 1832                        |
| Saint-Martin (canton de Villeréal) | Saint-Sibournet                                      | fusion                                                | 1832                            | 1832                        |
| Montagnac                          | Montagnac                                            | fusion                                                | 1831                            | 1831                        |
| Montagnac                          | Saint-Loup                                           | fusion                                                | 1831                            | 1831                        |
| Dévillac                           | Dévillac                                             | fusion                                                | 1829                            | 1829                        |
| Dévillac                           | Estrade                                              | fusion                                                | 1829                            | 1829                        |
| Montpezat                          | Montpezat                                            | fusion                                                | 1828                            | 1828                        |
| Montpezat                          | Saint-Médard                                         | fusion                                                | 1828                            | 1828                        |
| Saint-Maurin                       | Saint-Maurin                                         | fusion                                                | 1828                            | 1828                        |
| Saint-Maurin                       | Ferussac                                             | fusion                                                | 1828                            | 1828                        |
| Allons                             | Allons                                               | fusion                                                | 1827                            | 1827                        |
| Allons                             | Luban                                                | fusion                                                | 1827                            | 1827                        |
| Houeillès                          | Houeillès                                            | fusion                                                | 1827                            | 1827                        |
| Houeillès                          | Jautan                                               | fusion                                                | 1827                            | 1827                        |
| Nérac                              | Nérac                                                | fusion                                                | 1827                            | 1827                        |
| Nérac                              | Nazareth                                             | fusion                                                | 1827                            | 1827                        |
| Nomdieu                            | Nomdieu                                              | fusion                                                | 1827                            | 1827                        |
| Nomdieu                            | Poussac                                              | fusion                                                | 1827                            | 1827                        |
| Sainte-Colombe-de-Laplume          | Sainte-Colombe-de-Laplume                            | fusion                                                | 1827                            | 1827                        |
| Sainte-Colombe-de-Laplume          | Mourans                                              | fusion                                                | 1827                            | 1827                        |
| Brugnac                            | Brugnac                                              | fusion                                                | 1826                            | 1826                        |
| Brugnac                            | Verdegas                                             | fusion                                                | 1826                            | 1826                        |
| Estillac                           | Estillac                                             | fusion                                                | 1826                            | 1826                        |
| Estillac                           | Le Buscou                                            | fusion                                                | 1826                            | 1826                        |
| Fauillet                           | Fauillet                                             | fusion                                                | 1826                            | 1826                        |
| Fauillet                           | Magnon                                               | fusion                                                | 1826                            | 1826                        |
| Loubès-Bernac                      | Loubès                                               | fusion                                                | 1826                            | 1826                        |
| Loubès-Bernac                      | Bernac                                               | fusion                                                | 1826                            | 1826                        |
| Naresse                            | Naresse                                              | fusion                                                | 1826                            | 1826                        |
| Naresse                            | Mazières                                             | fusion                                                | 1826                            | 1826                        |
| Saint-Eutrope-de-Born              | Saint-Eutrope-de-Born                                | fusion                                                | 1826                            | 1826                        |
| Saint-Eutrope-de-Born              | Piis                                                 | fusion                                                | 1826                            | 1826                        |
| Saint-Eutrope-de-Born              | Villas                                               | fusion                                                | 1826                            | 1826                        |
| Salles                             | Salles                                               | fusion                                                | 1826                            | 1826                        |
| Salles                             | Vauris                                               | fusion                                                | 1826                            | 1826                        |
| Sauvagnas                          | Sauvagnas                                            | fusion                                                | 1826                            | 1826                        |
| Sauvagnas                          | Bajamon-Laurendane                                   | fusion                                                | 1826                            | 1826                        |
| Castillonnès                       | Castillonnès                                         | fusion                                                | 1825                            | 1825                        |
| Castillonnès                       | Pompiac                                              | fusion                                                | 1825                            | 1825                        |
| Castelnaud                         | Castelnaud                                           | fusion                                                | 1824                            | 1824                        |
| Castelnaud                         | Calliadelles                                         | fusion                                                | 1824                            | 1824                        |
| Caubon-Saint-Sauveur               | Caubon                                               | fusion                                                | 1824                            | 1824                        |
| Caubon-Saint-Sauveur               | Saint-Sauveur-de-Lévignac                            | fusion                                                | 1824                            | 1824                        |
| Ferrensac                          | Ferrensac                                            | fusion                                                | 1824                            | 1824                        |
| Ferrensac                          | Saint-Martin-de-Castillonnès                         | fusion                                                | 1824                            | 1824                        |
| Miramont                           | Miramont                                             | fusion                                                | 1824                            | 1824                        |
| Miramont                           | Beffery                                              | fusion                                                | 1824                            | 1824                        |
| Pardaillan                         | Pardaillan                                           | fusion                                                | 1824                            | 1824                        |
| Pardaillan                         | Saint-Front-de-Duras                                 | fusion                                                | 1824                            | 1824                        |
| Douzains                           | Douzains                                             | fusion                                                | 1824                            | 1824                        |
| Douzains                           | Saint-Grégoire (une partie)                          | fusion                                                | 1824                            | 1824                        |
| Rayet                              | Rayet                                                | fusion                                                | 1824                            | 1824                        |
| Rayet                              | Saint-Grégoire (une partie)                          | fusion                                                | 1824                            | 1824                        |
| Saint-Front                        | Saint-Front                                          | fusion                                                | 1824                            | 1824                        |
| Saint-Front                        | Bonaguil                                             | fusion                                                | 1824                            | 1824                        |
| Caubel                             | Caubel                                               | fusion                                                | 1822                            | 1822                        |
| Caubel                             | Saint-Pierre                                         | fusion                                                | 1822                            | 1822                        |
| Hauterive                          | Hauterive                                            | fusion                                                | 1822                            | 1822                        |
| Hauterive                          | Pinel                                                | fusion                                                | 1822                            | 1822                        |
| Saint-Sernin                       | Saint-Sernin                                         | fusion                                                | 1822                            | 1822                        |
| Saint-Sernin                       | Lubersac                                             | fusion                                                | 1822                            | 1822                        |
| Varès                              | Varès                                                | fusion                                                | 1822                            | 1822                        |
| Varès                              | Villottes                                            | fusion                                                | 1822                            | 1822                        |
| Agen                               | Agen                                                 | fusion                                                | Avant 1806                      | Avant 1806                  |
| Agen                               | Lacapelette-Renaud (une partie)                      | fusion                                                | Avant 1806                      | Avant 1806                  |
| Boé                                | Boé                                                  | fusion                                                | Avant 1806                      | Avant 1806                  |
| Boé                                | Lacapelette-Renaud (une partie)                      | fusion                                                | Avant 1806                      | Avant 1806                  |
| Allez-et-Cazeneuve                 | Allez-et-Cazeneuve                                   | fusion                                                | Avant 1806                      | Avant 1806                  |
| Allez-et-Cazeneuve                 | Tombebone                                            | fusion                                                | Avant 1806                      | Avant 1806                  |
| Astaffort                          | Astaffort                                            | fusion                                                | Avant 1806                      | Avant 1806                  |
| Astaffort                          | Barbon-Vieille                                       | fusion                                                | Avant 1806                      | Avant 1806                  |
| Astaffort                          | Paraix                                               | fusion                                                | Avant 1806                      | Avant 1806                  |
| Bajamont                           | Bajamont                                             | fusion                                                | Avant 1806                      | Avant 1806                  |
| Bajamont                           | Saint-Arnaud-de-Duras                                | fusion                                                | Avant 1806                      | Avant 1806                  |
| Bajamont                           | Saint-Pierre-Lafeuille                               | fusion                                                | Avant 1806                      | Avant 1806                  |
| Bon-Encontre                       | Bon-Encontre                                         | fusion                                                | Avant 1806                      | Avant 1806                  |
| Bon-Encontre                       | Sainte-Radegonde                                     | fusion                                                | Avant 1806                      | Avant 1806                  |
| Boudy                              | Boudy                                                | fusion                                                | Avant 1806                      | Avant 1806                  |
| Boudy                              | Saint-Blaise                                         | fusion                                                | Avant 1806                      | Avant 1806                  |
| Castelculier                       | Castelculier                                         | fusion                                                | Avant 1806                      | Avant 1806                  |
| Castelculier                       | Saint-Amand                                          | fusion                                                | Avant 1806                      | Avant 1806                  |
| Casteljaloux                       | Casteljaloux                                         | fusion                                                | Avant 1806                      | Avant 1806                  |
| Casteljaloux                       | Lupiac                                               | fusion                                                | Avant 1806                      | Avant 1806                  |
| Castillonnès                       | Castillonnès                                         | fusion                                                | Avant 1806                      | Avant 1806                  |
| Castillonnès                       | Celles-et-Roquadet-Paroixe                           | fusion                                                | Avant 1806                      | Avant 1806                  |
| Dausse                             | Dausse                                               | fusion                                                | Avant 1806                      | Avant 1806                  |
| Dausse                             | Puycabry                                             | fusion                                                | Avant 1806                      | Avant 1806                  |
| Labastide                          | Labastide                                            | fusion                                                | Avant 1806                      | Avant 1806                  |
| Labastide                          | Saint-Giny                                           | fusion                                                | Avant 1806                      | Avant 1806                  |
| Lavergne                           | Lavergne                                             | fusion                                                | Avant 1806                      | Avant 1806                  |
| Lavergne                           | Saint-Laurent                                        | fusion                                                | Avant 1806                      | Avant 1806                  |
| Lévignac                           | Lévignac                                             | fusion                                                | Avant 1806                      | Avant 1806                  |
| Lévignac                           | Sainte-Croix-et-Civert                               | fusion                                                | Avant 1806                      | Avant 1806                  |
| Marmande                           | Marmande                                             | fusion                                                | Avant 1806                      | Avant 1806                  |
| Marmande                           | Coussan                                              | fusion                                                | Avant 1806                      | Avant 1806                  |
| Moncrabeau                         | Moncrabeau                                           | fusion                                                | Avant 1806                      | Avant 1806                  |
| Moncrabeau                         | Artigues                                             | fusion                                                | Avant 1806                      | Avant 1806                  |
| Moncrabeau                         | Cazeaux                                              | fusion                                                | Avant 1806                      | Avant 1806                  |
| Moncrabeau                         | Gardère                                              | fusion                                                | Avant 1806                      | Avant 1806                  |
| Moncrabeau                         | La Hitte                                             | fusion                                                | Avant 1806                      | Avant 1806                  |
| Moncrabeau                         | Marcadis                                             | fusion                                                | Avant 1806                      | Avant 1806                  |
| Moncrabeau                         | Pouy                                                 | fusion                                                | Avant 1806                      | Avant 1806                  |
| Moncrabeau                         | Sainte-Cirice                                        | fusion                                                | Avant 1806                      | Avant 1806                  |
| Moncrabeau                         | Viallère                                             | fusion                                                | Avant 1806                      | Avant 1806                  |
| Monflanquin                        | Monflanquin                                          | fusion                                                | Avant 1806                      | Avant 1806                  |
| Monflanquin                        | La Mottefey                                          | fusion                                                | Avant 1806                      | Avant 1806                  |
| Le Passage                         | Le Passage                                           | fusion                                                | Avant 1806                      | Avant 1806                  |
| Le Passage                         | Dolmayrac                                            | fusion                                                | Avant 1806                      | Avant 1806                  |
| Le Passage                         | Monbusq                                              | fusion                                                | Avant 1806                      | Avant 1806                  |
| Penne                              | Penne                                                | fusion                                                | Avant 1806                      | Avant 1806                  |
| Penne                              | Allemans (canton de Penne)                           | fusion                                                | Avant 1806                      | Avant 1806                  |
| Penne                              | Ladignac (rattaché à Trentels en 1839)               | fusion                                                | Avant 1806                      | Avant 1806                  |
| Penne                              | Laval (rattaché à Trentels en 1839)                  | fusion                                                | Avant 1806                      | Avant 1806                  |
| Penne                              | Magnac                                               | fusion                                                | Avant 1806                      | Avant 1806                  |
| Penne                              | Mondoulens                                           | fusion                                                | Avant 1806                      | Avant 1806                  |
| Penne                              | Port-de-Penne                                        | fusion                                                | Avant 1806                      | Avant 1806                  |
| Penne                              | Saint-Léger                                          | fusion                                                | Avant 1806                      | Avant 1806                  |
| Penne                              | Saint-Marcel                                         | fusion                                                | Avant 1806                      | Avant 1806                  |
| Penne                              | Saint-Martin                                         | fusion                                                | Avant 1806                      | Avant 1806                  |
| Penne                              | Saint-Sylvestre (commune rétablie en 1852)           | fusion                                                | Avant 1806                      | Avant 1806                  |
| Penne                              | Sainte-Foy                                           | fusion                                                | Avant 1806                      | Avant 1806                  |
| Penne                              | Tremons                                              | fusion                                                | Avant 1806                      | Avant 1806                  |
| Penne                              | Trentels (commune rétablie en 1839)                  | fusion                                                | Avant 1806                      | Avant 1806                  |
| Pujols                             | Pujols                                               | fusion                                                | Avant 1806                      | Avant 1806                  |
| Pujols                             | Noualhac                                             | fusion                                                | Avant 1806                      | Avant 1806                  |
| Saint-Cirq                         | Saint-Cirq                                           | fusion                                                | Avant 1806                      | Avant 1806                  |
| Saint-Cirq                         | Colayrac                                             | fusion                                                | Avant 1806                      | Avant 1806                  |
| Saint-Cirq                         | Montréal (une partie)                                | fusion                                                | Avant 1806                      | Avant 1806                  |
| Saint-Hilaire                      | Saint-Hilaire                                        | fusion                                                | Avant 1806                      | Avant 1806                  |
| Saint-Hilaire                      | Cardonnet                                            | fusion                                                | Avant 1806                      | Avant 1806                  |
| Saint-Hilaire                      | Maurignac                                            | fusion                                                | Avant 1806                      | Avant 1806                  |
| Saint-Hilaire                      | Saint-Laurent-de-Bazarènes                           | fusion                                                | Avant 1806                      | Avant 1806                  |
| Saint-Hilaire                      | Montréal (une partie)                                | fusion                                                | Avant 1806                      | Avant 1806                  |
| Saint-Martin (canton de Puymirol)  | Saint-Martin                                         | fusion                                                | Avant 1806                      | Avant 1806                  |
| Saint-Martin (canton de Puymirol)  | Saint-Xiste                                          | fusion                                                | Avant 1806                      | Avant 1806                  |
| Saint-Maurin                       | Saint-Maurin                                         | fusion                                                | Avant 1806                      | Avant 1806                  |
| Saint-Maurin                       | Saint-Martin-d'Anglars                               | fusion                                                | Avant 1806                      | Avant 1806                  |
| Le Temple                          | Le Temple                                            | fusion                                                | Avant 1806                      | Avant 1806                  |
| Le Temple                          | Saint-Jean-de-l'Air                                  | fusion                                                | Avant 1806                      | Avant 1806                  |
| Le Temple                          | Saint-Sulpice-de-Rivel                               | fusion                                                | Avant 1806                      | Avant 1806                  |
| Tournon                            | Tournon                                              | fusion                                                | Avant 1806                      | Avant 1806                  |
| Tournon                            | Anthé (commune rétablie en 1876)                     | fusion                                                | Avant 1806                      | Avant 1806                  |
| Tournon                            | Bourlens (commune rétablie en 1876)                  | fusion                                                | Avant 1806                      | Avant 1806                  |
| Tournon                            | Cazideroque (commune rétablie en 1876)               | fusion                                                | Avant 1806                      | Avant 1806                  |
| Tournon                            | Courbiac (commune rétablie en 1876)                  | fusion                                                | Avant 1806                      | Avant 1806                  |
| Tournon                            | Lamotte                                              | fusion                                                | Avant 1806                      | Avant 1806                  |
| Tournon                            | Masquières (commune rétablie en 1876)                | fusion                                                | Avant 1806                      | Avant 1806                  |
| Tournon                            | Montayral (commune rétablie en 1837)                 | fusion                                                | Avant 1806                      | Avant 1806                  |
| Tournon                            | Perricard                                            | fusion                                                | Avant 1806                      | Avant 1806                  |
| Tournon                            | Saint-Georges (commune rétablie en 1946)             | fusion                                                | Avant 1806                      | Avant 1806                  |
| Tournon                            | Saint-Vite (commune rétablie en 1837)                | fusion                                                | Avant 1806                      | Avant 1806                  |
| Tournon                            | Thézac (commune rétablie en 1876)                    | fusion                                                | Avant 1806                      | Avant 1806                  |
| Villeneuve                         | Villeneuve                                           | fusion                                                | Avant 1806                      | Avant 1806                  |
| Villeneuve                         | Bias (commune rétablie en 1935)                      | fusion                                                | Avant 1806                      | Avant 1806                  |
| Villeneuve                         | Coulougues ou Collongues                             | fusion                                                | Avant 1806                      | Avant 1806                  |
| Villeneuve                         | Courbiac (canton de Villeneuve)                      | fusion                                                | Avant 1806                      | Avant 1806                  |
| Villeneuve                         | Montmares                                            | fusion                                                | Avant 1806                      | Avant 1806                  |
| Villeneuve                         | Saint-Germain                                        | fusion                                                | Avant 1806                      | Avant 1806                  |
| Villeneuve                         | Saint-Hilaire                                        | fusion                                                | Avant 1806                      | Avant 1806                  |
| Villeneuve                         | Saint-Sernin                                         | fusion                                                | Avant 1806                      | Avant 1806                  |
| Villeneuve                         | Saint-Sulpice-Rivelot                                | fusion                                                | Avant 1806                      | Avant 1806                  |
| Villeneuve                         | Sainte-Radegonde                                     | fusion                                                | Avant 1806                      | Avant 1806                  |
| Villeneuve                         | Soubiroux                                            | fusion                                                | Avant 1806                      | Avant 1806                  |
| Allez-et-Cazeneuve                 | Allez ou Ales                                        | fusion                                                | 1790-1794                       | 1790-1794                   |
| Allez-et-Cazeneuve                 | Cazeneuve                                            | fusion                                                | 1790-1794                       | 1790-1794                   |
| Celles-et-Roquadet-Paroixe         | Celles                                               | fusion                                                | 1790-1794                       | 1790-1794                   |
| Celles-et-Roquadet-Paroixe         | Roquadet (également Roquedet ou Rocadet)             | fusion                                                | 1790-1794                       | 1790-1794                   |
| Laussou                            | Laussou                                              | fusion                                                | 1790-1794                       | 1790-1794                   |
| Laussou                            | Boynet                                               | fusion                                                | 1790-1794                       | 1790-1794                   |
| Montignac-Toupinerie               | Montignac                                            | fusion                                                | 1790-1794                       | 1790-1794                   |
| Montignac-Toupinerie               | Toupinerie                                           | fusion                                                | 1790-1794                       | 1790-1794                   |

## Créations et rétablissements
| Nom de la commune créée                                                       | Commune affectée             | Mode de création              | Date (et nature) de la décision | Date d'effet               |
| ----------------------------------------------------------------------------- | ---------------------------- | ----------------------------- | ------------------------------- | -------------------------- |
| Mauvezin-sur-Gupie                                                            | Marmande                     | Rétablissement                | 29 janvier 2003 (Arrêté)        | 3 février 2003             |
| Ruffiac                                                                       | Antagnac                     | Rétablissement                | 22 mars 2001 (Arrêté)           | 22 mars 2001               |
| Fauillet                                                                      | Tonneins                     | Rétablissement                | 15 septembre 1987 (Arrêté)      | 1er octobre 1987           |
| Bajamont                                                                      | Pont-du-Casse                | Rétablissement                | 21 novembre 1983 (Arrêté)       | 24 novembre 1983           |
| Caubeyres                                                                     | Fargues-sur-Ourbise          | Rétablissement                | 21 novembre 1983 (Arrêté)       | 24 novembre 1983           |
| Rives                                                                         | Villeréal                    | Rétablissement                | 14 janvier 1981 (Arrêté)        | 1er janvier 1983           |
| Boudy-de-Beauregard                                                           | Cancon                       | Rétablissement                | 9 avril 1979 (Arrêté)           | 16 avril 1979              |
| Saint-Maurice-de-Lestapel                                                     | Cancon                       | Rétablissement                | 9 avril 1979 (Arrêté)           | 16 avril 1979              |
| Saint-Georges                                                                 | Saint-Vite                   | Rétablissement                | 1er juillet 1946 (Arrêté)       | 12 avril 1947              |
| Bias                                                                          | Villeneuve-sur-Lot           | Rétablissement                | 4 janvier 1935 (Loi)            | 4 janvier 1935 (Loi)       |
| Sainte-Gemme-Martaillac                                                       | Labastide-Castel-Amouroux    | Démembrement                  | 21 juillet 1879 (Décret)        | 21 juillet 1879 (Décret)   |
| Anthé                                                                         | Tournon                      | Rétablissements               | 24 août 1876 (Décret)           | 24 août 1876 (Décret)      |
| Bourlens                                                                      | Tournon                      | Rétablissements               | 24 août 1876 (Décret)           | 24 août 1876 (Décret)      |
| Cazideroque                                                                   | Tournon                      | Rétablissements               | 24 août 1876 (Décret)           | 24 août 1876 (Décret)      |
| Courbiac                                                                      | Tournon                      | Rétablissements               | 24 août 1876 (Décret)           | 24 août 1876 (Décret)      |
| Masquières                                                                    | Tournon                      | Rétablissements               | 24 août 1876 (Décret)           | 24 août 1876 (Décret)      |
| Thézac                                                                        | Tournon                      | Rétablissements               | 24 août 1876 (Décret)           | 24 août 1876 (Décret)      |
| Longueville                                                                   | Longueville-et-Saint-Pardoux | Rétablissement et suppression | 17 décembre 1872 (Loi)          | 17 décembre 1872 (Loi)     |
| Saint-Pardoux                                                                 | Longueville-et-Saint-Pardoux | Rétablissement et suppression | 17 décembre 1872 (Loi)          | 17 décembre 1872 (Loi)     |
| Saint-Géraud                                                                  | Lévignac                     | Rétablissement                | 1868                            | 1868                       |
| Sérignac                                                                      | Ségalas                      | Rétablissement                | 1867                            | 1867                       |
| Sainte-Marthe                                                                 | Fourques                     | Démembrement                  | 20 juin 1857 (Décret)           | 20 juin 1857 (Décret)      |
| Saint-Sylvestre (comprend aussi les sections de Saint-Aignan et Saint-Marcel) | Penne                        | Rétablissement                | 13 septembre 1852 (Décret)      | 13 septembre 1852 (Décret) |
| Sainte-Colombe                                                                | Baleyssagues                 | Rétablissement                | 18 août 1852 (Décret)           | 18 août 1852 (Décret)      |
| La Sauvetat-sur-Lède                                                          | Monflanquin                  | Démembrement                  | 31 janvier 1852 (Décret)        | 31 janvier 1852 (Décret)   |
| Trentels (comprend aussi les sections de Ladignac et Laval)                   | Penne                        | Rétablissement                | 7 août 1839 (Loi)               | 7 août 1839 (Loi)          |
| Montayral                                                                     | Tournon                      | Rétablissement                | 3 juin 1837 (Ordonnance)        | 3 juin 1837 (Ordonnance)   |
| Saint-Vite                                                                    | Tournon                      | Rétablissement                | 3 juin 1837 (Ordonnance)        | 3 juin 1837 (Ordonnance)   |

## Modifications de nom officiel
| Ancien nom                | Nouveau nom                 | Date (et nature) de la décision |
| ------------------------- | --------------------------- | ------------------------------- |
| Mongaillard               | Montgaillard-en-Albret      | 30 décembre 2021 (Décret)       |
| Grateloup                 | Grateloup-Saint-Gayrand     | 10 avril 2002 (Décret)          |
| Réaup                     | Réaup-Lisse                 | 31 décembre 1979 (Décret)       |
| Clermont-Dessus           | Clermont-Soubiran           | 9 mars 1973 (Décret)            |
| Boudy                     | Boudy-de-Beauregard         | 9 février 1968 (Décret)         |
| Monsempron                | Monsempron-Libos            | 17 décembre 1958 (Décret)       |
| Saint-Maurice             | Saint-Maurice-de-Lestapel   | 9 juin 1937 (Décret)            |
| Saint-Quentin             | Saint-Quentin-du-Dropt      | 9 juin 1937 (Décret)            |
| Sainte-Colombe-de-Laplume | Sainte-Colombe-en-Bruilhois | 3 décembre 1936 (Décret)        |
| Lévignac-de-Seyches       | Lévignac-de-Guyenne         | 2 mars 1929 (Décret)            |
| Caubel                    | Saint-Pierre-de-Caubel      | 20 janvier 1928 (Décret)        |
| Auriac                    | Auriac-sur-Dropt            | 9 août 1926 (Décret)            |
| Saint-Pierre-de-Lévignac  | Saint-Pierre-sur-Dropt      | 17 juillet 1926 (Décret)        |
| Thouars                   | Thouars-sur-Garonne         | 27 juillet 1924 (Décret)        |
| Saint-Colomb              | Saint-Colomb-de-Lauzun      | 16 janvier 1923 (Décret)        |
| Buzet                     | Buzet-sur-Baïse             | 12 décembre 1921 (Décret)       |
| Savignac                  | Savignac-sur-Leyze          | 7 janvier 1921 (Décret)         |
| Birac                     | Birac-sur-Trec              | 19 août 1920 (Décret)           |
| Saint-Sylvestre           | Saint-Sylvestre-sur-Lot     | 18 novembre 1919 (Décret)       |
| Blanquefort               | Blanquefort-sur-Briolance   | 5 août 1919 (Décret)            |
| Castelnaud                | Castelnaud-de-Gratecambe    | 5 août 1919 (Décret)            |
| Fargues                   | Fargues-sur-Ourbise         | 5 août 1919 (Décret)            |
| Fourques                  | Fourques-sur-Garonne        | 5 août 1919 (Décret)            |
| Granges                   | Granges-sur-Lot             | 5 août 1919 (Décret)            |
| Hautefage                 | Hautefage-la-Tour           | 5 août 1919 (Décret)            |
| Lafitte                   | Lafitte-sur-Lot             | 5 août 1919 (Décret)            |
| Meilhan                   | Meilhan-sur-Garonne         | 5 août 1919 (Décret)            |
| Miramont                  | Miramont-de-Guyenne         | 5 août 1919 (Décret)            |
| Penne                     | Penne-d'Agenais             | 5 août 1919 (Décret)            |
| Puch                      | Puch-d'Agenais              | 5 août 1919 (Décret)            |
| Saint-Antoine             | Saint-Antoine-de-Ficalba    | 5 août 1919 (Décret)            |
| Saint-Barthélemy          | Saint-Barthélemy-d'Agenais  | 5 août 1919 (Décret)            |
| Saint-Front               | Saint-Front-sur-Lémance     | 5 août 1919 (Décret)            |
| Saint-Romain              | Saint-Romain-le-Noble       | 5 août 1919 (Décret)            |
| Sainte-Livrade            | Sainte-Livrade-sur-Lot      | 5 août 1919 (Décret)            |
| Sauveterre                | Sauveterre-Saint-Denis      | 5 août 1919 (Décret)            |
| Sérignac                  | Sérignac-Péboudou           | 5 août 1919 (Décret)            |
| Sérignac                  | Sérignac-sur-Garonne        | 5 août 1919 (Décret)            |
| Montagnac                 | Montagnac-sur-Auvignon      | 1919 ?                          |
| Saint-Martin              | Saint-Martin-de-Villeréal   | 1919 ?                          |
| Tournon                   | Tournon-d'Agenais           | 1919 ?                          |
| Gandaille                 | Dondas                      | 22 juillet 1904 (Décret)        |
| Mauvezin                  | Mauvezin-sur-Gupie          | 19 juillet 1899 (Décret)        |
| Allemans                  | Allemans-du-Dropt           | 26 août 1896 (Décret)           |
| Lévignac                  | Lévignac-de-Seyches         | 4 mars 1896 (Décret)            |
| Hauterive                 | Pinel-Hauterive             | 22 octobre 1894 (Décret)        |
| Saint-Hilaire             | Saint-Hilaire-sur-Garonne   | 27 janvier 1894 (Décret)        |
| Castelnau                 | Castelnau-sur-Gupie         | 30 décembre 1891 (Décret)       |
| Sauveterre-de-Fumel       | Sauveterre-la-Lémance       | 2 août 1890 (Décret)            |
| Saint-Cirq                | Colayrac-Saint-Cirq         | 9 septembre 1889 (Décret)       |
| Naresse                   | Mazières-Naresse            | 9 août 1889 (Décret)            |
| Le Temple                 | Le Temple-sur-Lot           | 17 juillet 1889 (Décret)        |
| Labastide                 | Labastide-Castel-Amouroux   | 21 juillet 1879 (Décret)        |
| Villeneuve                | Villeneuve-sur-Lot          | 28 décembre 1874 (Décret)       |
| Combebonnet               | Engayrac                    | 10 décembre 1868 (Décret)       |
| Miramont-d'Aiguillon      | Lagarrigue                  | 18 avril 1842 (Ordonnance)      |
| Fauguerolles              | La Croix-Blanche            | 3 janvier 1839 (Ordonnance)     |

### Date inconnue
- Born > Saint-Eutrope-de-Born
- Castelmoron > Castelmoron-sur-Lot
- Caumont > Caumont-sur-Garonne
- Couthures > Couthures-sur-Garonne
- Montagnac > Montagnac-sur-Lède
- Montignac > Montignac-de-Lauzun
- Notre-Dame-de-Tourailles > Laparade
- Saint-Caprais > Saint-Caprais-de-Lerm
- Saint-Étienne > Saint-Étienne-de-Fougères
- Saint-Étienne > Saint-Étienne-de-Villeréal
- Saint-Jean > Saint-Jean-de-Duras
- Saint-Jean > Saint-Jean-de-Thurac
- Saint-Martin > Saint-Martin-de-Villeréal
- Saint-Martin-de-Mirannes > La Réunion
- Saint-Martin-les-Castons > Saint-Martin-Petit
- Saint-Pardoux > Saint-Pardoux-Isaac
- Saint-Pardoux > Saint-Pardoux-du-Breuil
- Saint-Pierre > Saint-Pierre-de-Lévignac
- Sainte-Colombe > Sainte-Colombe-de-Duras
- Sainte-Colombe > Sainte-Colombe-de-Villeneuve
- Saints-Sixte-et-Martin > Saint-Martin-de-Beauville
- La Sauvetat > La Sauvetat-du-Dropt
- Savignac > Savignac-de-Duras
- Verteuil > Verteuil-d'Agenais
- Villeneuve > Villeneuve-de-Duras
- Villeneuve > Villeneuve-de-Mézin
- Villefranche > Villefranche-du-Queyran

### Quelques noms révolutionnaires
Alout-sur-Garonne, Caumont-sur-Garonne ;
Anglas-la-Montagne, Saint-Maurice-de-Lestapel ;
Beauvais, Saint-Barthélemy-d'Agenais ;
Bois-des-Vignes, Saint-Pierre-de-Buzet ;
Chalier, Sainte-Bazeille ;
Damazan-le-Républicain, Damazan ;
Fraternité (La), Le Temple-sur-Lot, Saint-Gervais ;
Laussou, Boinet ;
Mont-Calvat, Caumont-sur-Garonne ;
Port-de-la-Montagne-sur-Garonne, Port-Sainte-Marie ;
Tonneins-la-Montagne, Tonneins ;
Tournon-la-Montagne, Tournon-d'Agenais ;

## Modifications de limites communales
Le plus souvent, les modifications des limites communales décidées par arrêtés préfectoraux ne sont pas répertoriées dans le Journal officiel ni dans le Bulletin officiel.
| La commune de ...                    | ... cède du territoire à la commune de ... | précisions                                | Date (et nature) de la décision |
| ------------------------------------ | ------------------------------------------ | ----------------------------------------- | ------------------------------- |
| Fauillet                             | Tonneins                                   | 23 habitants                              | 2 mai 1988 (Arrêté)             |
| Blaymont                             | Frespech                                   | 5 habitants Superficie de 1 ha 50 a 85 ca | 19 février 1988 (Décret)        |
| Boussès Arx (Département des Landes) | Arx (Département des Landes) Boussès       |                                           | 16 septembre 1971 (Décret)      |
| Agen Bon-Encontre                    | Bon-Encontre Agen                          |                                           | 13 avril 1963 (Arrêté)          |
| Pompogne Houeillès                   | Houeillès Pompogne                         |                                           | 10 mai 1962 (Arrêté)            |
| Boé Bon-Encontre                     | Agen                                       |                                           | 25 février 1913 (Décret)        |
| Saint-Pierre-de-Clairac              | Lafox                                      |                                           | 7 avril 1874 (Décret)           |
| Pont-du-Casse                        | Foulayronnes                               | Section du Caoulet                        | 11 mars 1872 (Décret)           |
| Lagruère                             | Sénestis                                   | Section de Saint-Caprais                  | 4 mars 1863 (Loi)               |
| Sainte-Bazeille                      | Beaupuy                                    | Section de Maubin                         | 28 juin 1861 (Loi)              |
| Boé                                  | Lafox                                      |                                           | 28 février 1850 (Loi)           |
| Pujols Saint-Antoine                 | Saint-Antoine Pujols                       |                                           | 17 octobre 1847 (Ordonnance)    |
| Villeneuve Allez-et-Cazeneuve        | Allez-et-Cazeneuve Villeneuve              |                                           | 17 octobre 1847 (Ordonnance)    |
| Madaillan                            | Laugnac                                    | Section de Lavedan                        | 9 avril 1841 (Loi)              |

## Communes associées
Liste des communes ayant, ou ayant eu (en italique), à la suite d'une fusion, le statut de commune associée.
| Nom de la commune         | Code INSEE | Fusion-association                     | Fusion-association | Fusion-association  | Fusion-association                       | D - Défusion ou F - transformation de l'association en fusion simple | D - Défusion ou F - transformation de l'association en fusion simple | D - Défusion ou F - transformation de l'association en fusion simple |
| Nom de la commune         | Code INSEE | date de la décision                    | date d'effet       | commune absorbante  | nom de la commune résultant de la fusion | D/F                                                                  | date de la décision                                                  | date d'effet                                                         |
| ------------------------- | ---------- | -------------------------------------- | ------------------ | ------------------- | ---------------------------------------- | -------------------------------------------------------------------- | -------------------------------------------------------------------- | -------------------------------------------------------------------- |
| Ruffiac                   | 47227      | Arrêté préfectoral du 31 août 1972     | 1er janvier 1973   | Antagnac            | Antagnac                                 | D                                                                    | Arrêté préfectoral du 22 mars 2001                                   | 22 mars 2001                                                         |
| Boudy-de-Beauregard       | 47033      | Arrêté préfectoral du 4 août 1972      | 4 août 1972        | Cancon              | Cancon                                   | D                                                                    | Arrêté préfectoral du 9 avril 1979                                   | 16 avril 1979                                                        |
| Saint-Maurice-de-Lestapel | 47259      | Arrêté préfectoral du 4 août 1972      | 4 août 1972        | Cancon              | Cancon                                   | D                                                                    | Arrêté préfectoral du 9 avril 1979                                   | 16 avril 1979                                                        |
| Caubeyres                 | 47058      | Arrêté préfectoral du 17 juillet 1972  | 1er août 1972      | Fargues-sur-Ourbise | Fargues-sur-Ourbise                      | D                                                                    | Arrêté préfectoral du 21 novembre 1983                               | 24 novembre 1983                                                     |
| Saint-Gayrand             | 47243      | Arrêté préfectoral du 28 juillet 1972  | 1er août 1972      | Grateloup           | Grateloup                                | F                                                                    | Arrêté préfectoral du 5 août 1999                                    | 1er août 1999                                                        |
| Villeneuve-de-Mézin       | 47322      | Arrêté préfectoral du 14 avril 1972    | 14 avril 1972      | Lannes              | Lannes                                   |                                                                      |                                                                      |                                                                      |
| Mauvezin-sur-Gupie        | 47163      | Arrêté préfectoral du 23 octobre 1972  | 1er novembre 1972  | Marmande            | Marmande                                 | D                                                                    | Arrêté préfectoral du 29 janvier 2003                                | 3 février 2003                                                       |
| Saint-Pierre-de-Caubel    | 47268      | Arrêté préfectoral du 3 août 1972      | 3 août 1972        | Pinel-Hauterive     | Pinel-Hauterive                          |                                                                      |                                                                      |                                                                      |
| Bajamont                  | 47019      | Arrêté préfectoral du 11 décembre 1973 | 1er janvier 1974   | Pont-du-Casse       | Pont-du-Casse                            | D                                                                    | Arrêté préfectoral du 21 novembre 1983                               | 24 novembre 1983                                                     |
| Lisse                     | 47149      | Arrêté préfectoral du 14 avril 1972    | 14 avril 1972      | Réaup               | Réaup                                    |                                                                      |                                                                      |                                                                      |
| Gueyze                    | 47116      | Arrêté préfectoral du 31 août 1972     | 1er septembre 1972 | Sos                 | Sos                                      |                                                                      |                                                                      |                                                                      |
| Meylan                    | 47166      | Arrêté préfectoral du 31 août 1972     | 1er septembre 1972 | Sos                 | Sos                                      |                                                                      |                                                                      |                                                                      |
| Fauillet                  | 47095      | Arrêté préfectoral du 31 août 1972     | 1er janvier 1973   | Tonneins            | Tonneins                                 | D                                                                    | Arrêté préfectoral du 15 septembre 1987                              | 1er octobre 1987                                                     |
| Rives                     | 47223      | Arrêté préfectoral du 4 août 1972      | 4 août 1972        | Villeréal           | Villeréal                                | D                                                                    | Arrêté préfectoral du 14 janvier 1981                                | 1er janvier 1983                                                     |